# Жуліана Паес
Жуліана Коуту Паес (порт. Juliana Couto Paes, нар. 26 березня 1979, Ріо-де-Жанейро, Бразилія) — бразильська акторка та колишня модель. Стала відомою завдяки зйомкам у теленовелах та роботі у модельному бізнесі.

## Кар'єра

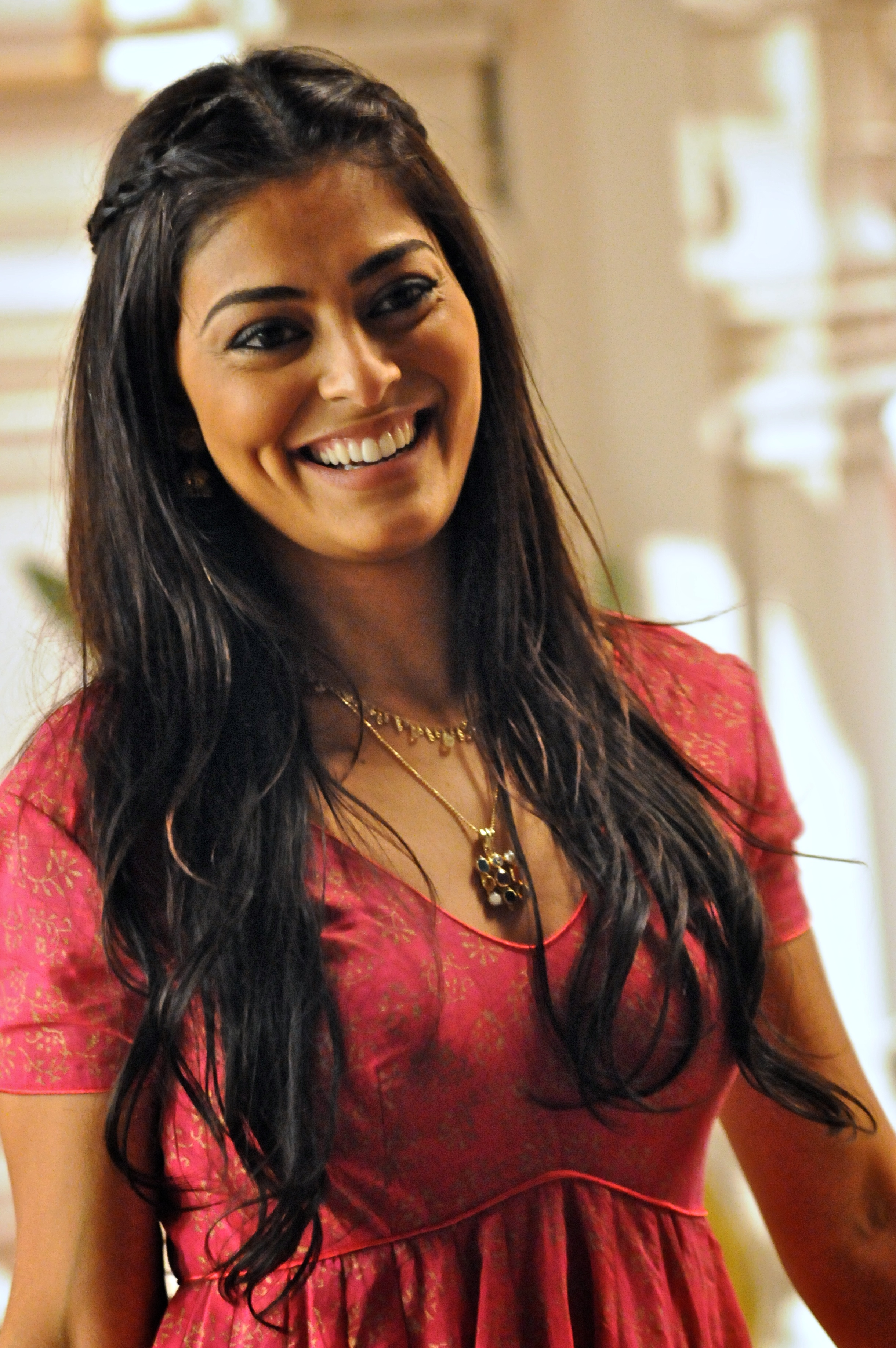
Жуліана у ролі Майї Міти, головної героїні Caminho das Índias.

Акторка та модель з університетським дипломом, стала відомою завдяки своїм ролям у «мильних операх» телекомпанії Rede Globo.
В травні 2004 року вона стала обличчям обкладинки журналу Playboy.
В 2006 році Паес була визнана однією із ста найсексуальніших людей у світі за версією журналу People. Після міжнародного визнання, вона найняла агента, який допоміг би їй почати акторську кар'єру в США.
Паес знялася в багатьох комерційних проєктах, таких як Colorama's і Hope's. Вона є обличчям Ареццо, і замінила топ-модель Жизель Бюндхен як зірка кампанії ювелірного бренду Vivara.
Її дебютом став персонаж Майї Міти в бразильській теленовелі Caminho das Índias.
Видання Revista Época визнало Жуліану однією із 100 найвпливовіших бразилійок 2009 року.
24 вересня 2010 року Жуліана Паес дебютувала в програмі Por un fio на GNT. Після народження першої дитини вона повернулася на телебачення у вересні 2011 року, знявшись у римейку роману «O Astro» (телесеріал 2011 року).
В 2012 році вона зіграла головну роль Жанаїни у епізоді «Правосуддя Олінди» в серіалі «As Brasileiras» Даніеля Фільо, а також головну роль у ремейку Габріели (телесеріал 2012 року) за сценарієм Уолсіра Карраско.
В 2014 році, навіть не закінчивши декретну відпустку, вона прийняла запрошення режисера Луїса Фернандо Карвалью, номінованого на премію «Еммі» (2005, 2014, 2016), знятися у перезапуску фільму «Меу Педасіньо де Чао» автора Бенедіто Руї Барбози, який був номінований на премію «Еммі» (2006, 2017).
В 2016 році вона зіграла лиходійку Кароліну в теленовелі Totalmente Demais, номіновану на Еммі 2017.
В 2017 році вона поновила партнерство з Глорією Перес, знявшись у теленовелі Сила бажання Rede Globo. Цей проєкт отримав високі оцінки критиків, а персонаж Жуліани став дуже популярним.

## Особисте життя
9 вересня 2008 року Жуліана вийшла заміж за бізнесмена Карлоса Едуардо Баптіста в гольф-клубі Itanhangá.
16 грудня 2010 року в місті Ріо-де-Жанейро народився її перший син Педро.
В кінці 2012 року Паес оголосила про свою другу вагітність.
21 липня 2013 року друга дитина пари, Антоніо, народилася в пологовому відділенні Барра-да-Тіжука, у тій самій лікарні, де Паес народила старшого сина Педро.
Паес є великим фанатом футболу, а в 2011 році вона публічно заявила, що є фанатом Васко да Гами.

## Фільмографія

### Телебачення
| Рік                   | Назва                    | Роль                               | Примітки                         |
| --------------------- | ------------------------ | ---------------------------------- | -------------------------------- |
| 1998                  | Malhação                 |                                    | Повнометражний фільм             |
| 2000                  | Laços de Família         | Ritinha                            |                                  |
| 2001                  | Brava Gente              | Rosinha                            |                                  |
| 2001                  | Клон                     | Карла                              |                                  |
| 2002                  | Sítio do Picapau Amarelo | Jurema                             |                                  |
| 2003                  | A Casa das Sete Mulheres | Princess Teiniaguá                 | TV мінісеріал                    |
| 2003                  | Celebridade              | Jacqueline Joy                     |                                  |
| 2003                  | Os Normais               | Marialva                           |                                  |
| 2005                  | América                  | Creusa                             |                                  |
| 2005                  | Levando a Vida           | Grace                              |                                  |
| 2006                  | Pé na Jaca               | Gui (Guinevere Ataliba dos Santos) |                                  |
| 2007                  | Toma Lá, Dá Cá           | Suellen                            |                                  |
| 2007                  | Dicas de um Sedutor      | Vera Lúcia                         |                                  |
| 2008                  | Duas Caras               | Herself                            | 1 епізод                         |
| 2008                  | A Favorita               | Maíra Carvalho                     |                                  |
| 2009                  | Caminho das Índias       | Maya Meetha                        | Головна роль                     |
| 2011                  | O Astro                  | Nina                               |                                  |
| 2012                  | Gabriela                 | Gabriela                           | Головна роль                     |
| 2012                  | As Brasileiras           | Janaína                            | Епізод: "A Justiceira de Olinda" |
| 2014                  |                          |                                    |                                  |
| Meu Pedacinho de Chão | Catarina                 | Головна роль                       |                                  |
| 2015                  | Totalmente Demais        | Carolina                           | Головна роль                     |
| 2017                  | Dois Irmãos              | Zana                               | 2 епізоди                        |
| 2017                  | Сила бажання             | Fabiana Duarte Feitosa (Bibi)      | Головна роль                     |
| 2019                  | Королева кондитерської   | Maria da Paz Sobral Ramirez        | Головна роль                     |

### Кіно
- 2021 – Amor Sem Medidа - Івана
- 2013 – Casa da Mãe Joana 2 – Долорес Сол
- 2010 – Сніданок у ліжко – Ана
- 2008 – Панда Кунг-Фу – Master Tigress (бразильський дубляж)
- 2007 – Casa da Mãe Joana – Долорес Сол
- 2006 – Seus problemas acabaram – спеціальний гість
- 2005 – Mais uma vez amor – Lia

## Нагороди та номінації
- Бразильський кінофестиваль у Лос-Анджелесі

| Рік  | Назва            | Номітація    | Резултат |
| ---- | ---------------- | ------------ | -------- |
| 2015 | Найкраща акторка | The Farewell | Перемога |

- Кінофестиваль Грамадо

- Асоціація мистецтвознавців Пауліста

- Premio Contigo!

- Premio Extra de Televisão

- Prêmio Quem de Televisão

- Інтернет-трофей

- Troféu Imprensa

- Melhores do Ano